# Ивачич, Альяж
Альяж Ивачич (словен. Aljaž Ivačič; род. 29 декабря 1993, Любляна) — словенский футболист, вратарь американского клуба «Нью-Инглэнд Революшн».

## Клубная карьера
Воспитанник клуба «Домжале», в 2012 году присоединился к столичной «Олимпии». Сезон 2012/13 провёл в Третьей лиге, выступая на правах аренды в составе «Рудара» из Тробвле. Дебютировал 25 августа, отстояв на ноль матч против «Кальцита». Летом 2013 года на правах аренды до конца сезона присоединился к клубу Второй лиги «Бела Крайина». Дебютировал 11 августа в игре с «Алюминием», пропустив четыре гола. Первый «сухой» матч провёл 29 сентября против «Шенчура».
За «Олимпию» в Первой лиге дебютировал 24 сентября 2014 года во встрече с «Кркой», пропустив один мяч. Следующий матч против «Копера» отстоял на ноль. В том же сезоне присоединился к «Радомлье» на правах аренды до лета 2015 года; позже аренда была продлена ещё на год. Дебютировал 15 марта в игре с «Целе», пропустив один гол. Первый «сухой» матч провёл уже во Второй лиге 10 октября против «Вержея». В 2016 году перешёл в «Радомлье» на постоянной основе.
Летом 2017 года присоединился к кипрскому клубу «Пафос», поскольку ему обещали позицию стартового вратаря. Но её занял Ян Копривец, вследствие чего Ивачич разорвал контракт и вернулся в родную «Олимпию». С командой в сезоне 2017/18 оформил домашний дубль, завоевав чемпионский титул и национальный кубок. Также Ивачич установил карьерный рекорд по количеству «клин-шитов» за сезон, не пропустив ни мяча в 16 матчах.
18 января 2019 года за 225 тысяч евро перешёл в клуб MLS «Портленд Тимберс», подписав двухлетний контракт. Сезон 2019 провёл в составе резервной команды в Чемпионшипе. За первую команду дебютировал 19 сентября 2020 года в матче против «Сан-Хосе Эртквейкс», пропустив один гол. Первый «сухой» матч провёл 5 августа 2021 года также против «Сан-Хосе», заменив на 40-й минуте Стива Кларка.
В сезоне 2022 стал основным вратарём команды. За сезон совершил 112 сейвов, больше, чем кто-либо другой в лиге. 7 марта 2023 года переподписал контракт до 2025 года с опцией продления ещё на год. 25 сентября 2023 года Ивачич подал жалобу в Ассоциацию игроков MLS на «Тимберс», заявив о оскорбительном поведении и давлении. Несколько дней спустя MLS объявила, что дисквалифицирует Ивачича на три матча и оштрафует его на нераскрытую сумму за угрозы в адрес сотрудников команды. По окончании сезона вратарь начал активно просить клуб о трансфере; на фоне этих заявлений появилась информация об интересе к игроку со стороны «Нью-Инглэнд Революшн» и шотландского «Селтика». Назначенный на пост тренера «Портленда» Фил Невилл стремился сохранить игрока в команде, но не преуспел, и в марте 2024 года Ивачич был отправлен на вейвер.
24 апреля 2024 года подписал годичный контракт с «Нью-Инглэнд Революшн». Дебютировал 5 мая в матче против «Чикаго Файр», отстояв матч на ноль.

## Карьера в сборной
23 апреля 2013 года провёл единственный матч за сборную до 20 лет, пропустив четыре мяча от хорватских сверстников.
Первый вызов в первую сборную получил в сентябре 2018 года на матчи группы C Лиги наций. 

## Достижения
«Олимпия» Любляна
- Чемпион Словении: 2017/18
- Обладатель Кубка Словении: 2017/18